# Lionel Daunais
Pour les articles homonymes, voir Daunais.
Lionel Daunais (Montréal, 30 décembre 1901  - 18 juillet 1982) était un chanteur, baryton d'opéra, compositeur et metteur en scène québécois. Il est un des membres fondateurs du Trio lyrique (en) et est cofondateur des Variétés lyriques.

## Biographie
Né à Montréal le 30 décembre 1901, Lionel Daunais est le fils de Pierre-Paul Daunais, comptable, et de Louise Morache. Il étudie le chant auprès de la soprano Céline Marier (1871-1940). Plus tard, vers 1930, il étudie l'harmonie et la composition, avec le pianiste, compositeur et arrangeur d'œuvres folkloriques Oscar O'Brien (1892-1958).
En 1922, il se produit à l'académie Querbes d'Outremont lors d'un concert d'élèves. En 1923, il obtient le premier prix au Montreal Musical Festival, organisé par la Metropolitan Choral Society au Théâtre Saint-Denis. En 1925, il est proclamé « Lauréat de l'Académie de musique du Québec »[réf. nécessaire]. L'année 1926 marque le début de la carrière de chanteur professionnel de Daunais. En janvier, il fait ses débuts à l'opéra en interprétant le rôle d'Ourrias dans Mireille au théâtre Orphéum. Peu après, en mars, il offre son premier récital au Ritz-Carlton Montréal. Toujours en 1926, il remporte le Prix d'Europe. Grâce à ce prix, il se rend à Paris afin de poursuivre ses études sous la direction d'Émile Marcellin de l'Opéra-Comique et de Marcel Dupré ,. À Paris, il se produit avec l'orchestre Pasdelous sous la direction de Désiré-Émile Inghelbrecht.
En 1929, il devient premier baryton pour l'Opéra d'Alger, où en très peu de temps il prépare et interprète 23 rôles importants[réf. nécessaire], dans notamment Carmen (Bizet), Faust (Gounod), Manon (Massenet), La Traviata (Verdi), Le Barbier de Séville (Rossini).
À son retour au Canada, en 1930, il participe au troisième Festival du Canadien Pacifique à Québec avec un quatuor d'Ottawa, Les Troubadours de Bytown, dans lequel il remplace alors le barde Charles Marchand (1890-1930) tout juste décédé et qu'appuyait musicalement Oscar O'Brien[réf. nécessaire]. La même année, il tient le rôle de Champlain dans L'Ordre de Bon Temps de Healey Willan (1880-1968) et il débute comme premier soliste à La Société canadienne d'opérette à Montréal dans le rôle de Clément Marot dans La Basoche (1890) d'André Messager (1853-1929),.  Grâce à la Société canadienne d'opérette, il interprétera de nombreux autres rôles jusqu'en 1935.

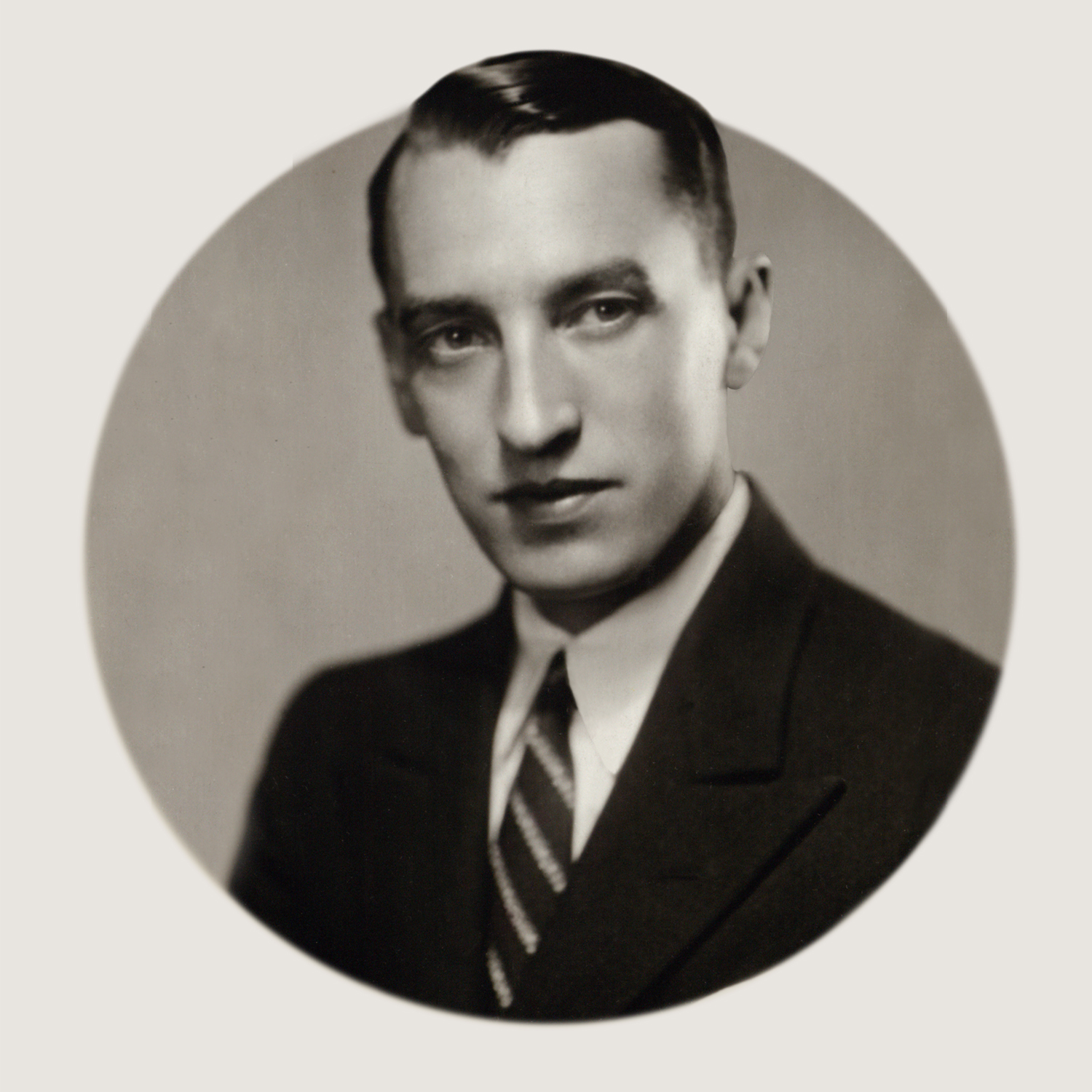
Lionel Daunais vers 1930 (Archives nationales du Québec)

En 1932, Daunais fonde l'ensemble vocal le Trio lyrique (en) formé de la contralto Anna Malenfant (1905-1988) et du ténor Ludovic Huot (1897-1968) qui sera remplacé par Jules Jacob (1906-1969) vers 1940[réf. nécessaire]. En 1936, Daunais fonde, avec Charles Goulet, les Variétés lyriques.

### Le Trio lyrique (1932-1965)
En 1932, Daunais fonde « Trio lyrique (en) » (avec la contralto Anna Malenfant (1905-1988) et  Ludovic Huot (1897-1968), ténor remplacé par Jules Jacob (1906-1969) vers 1940).
Le Trio lyrique (en) se produit avec le pianiste Allan McIver (1904-1969) qui réalisera aussi toutes les harmonisations des premiers disques du groupe chez His Master's Voice.
Ce trio est engagé en 1933 par « La Commission canadienne de radiodiffusion » (qui sera plus tard renommée Société Radio-Canada, SRC) pour l'émission « Une heure avec vous », une série d'émissions qui se poursuivra (en direct) pendant 87 semaines, sous la direction musicale de Giuseppe Agostini (1890-1971).
En 1936, le trio se produit à New York pendant six mois à une émission du réseau radiophonique américain CBS.
En 1944, depuis Montréal, Le Trio lyrique (en) commence à se produire (en direct) sur la chaîne française (alors souvent bilingue) de la Société Radio-Canada (SRC).

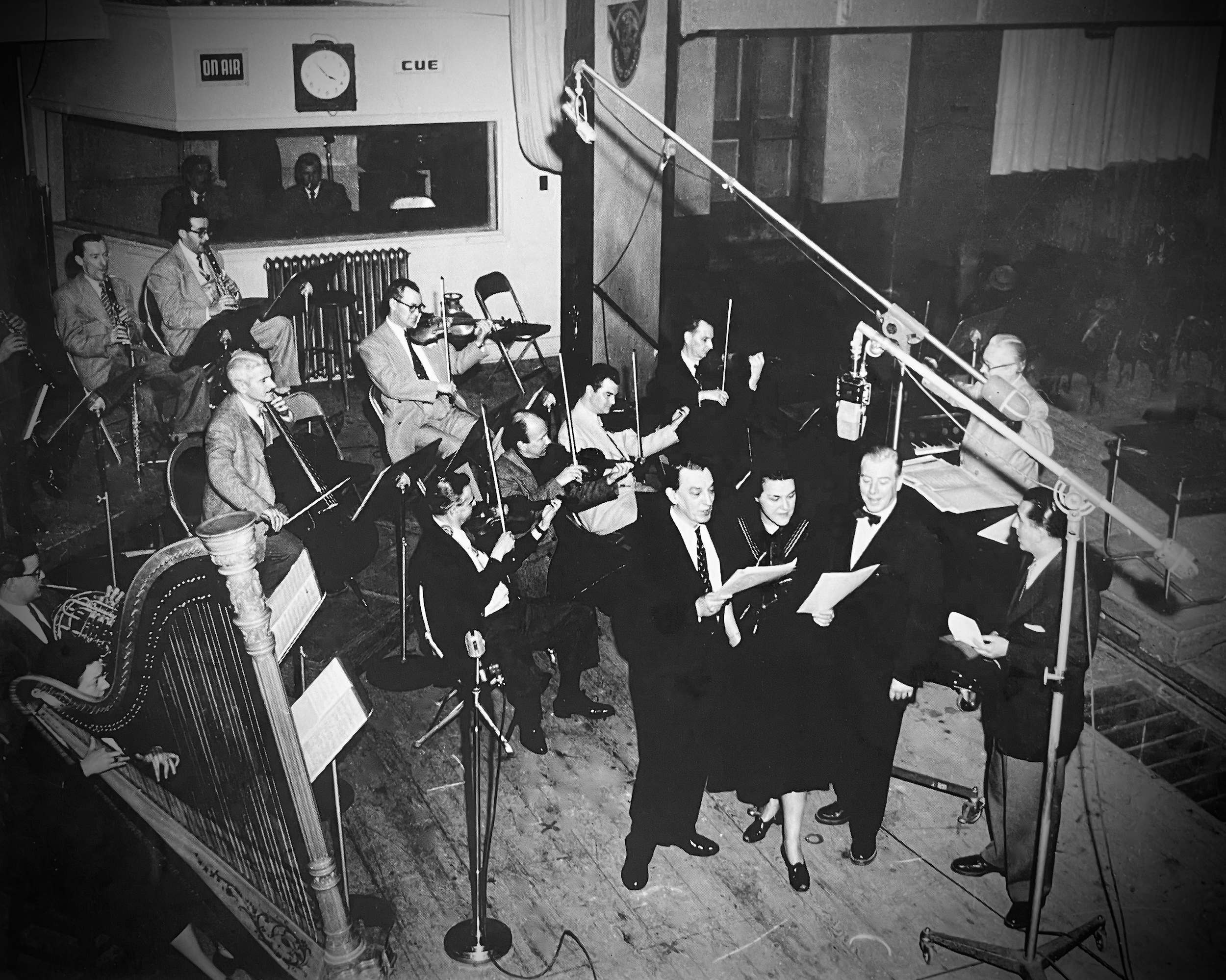
Le Trio Lyrique lors d'une captation radio à la Salle de l'Ermitage (Montréal) en 1948 (Archives nationales du Québec)

À la fin des années 1940, le Trio lyrique (en) enregistre sur disque (78 tr/min) quelques-uns de ses plus importants succès, toutes des chansons fantaisistes de Lionel Daunais : « Aglaé », « Le petit chien de laine », « La tourtière », « Intanouiche in'tanaga » et « Monsieur le curé ». Chacun des membres menant une carrière personnelle importante, Le Trio lyrique se produit pourtant à de très nombreuses émissions de radio, surtout à la SRC, animant notamment sa propre émission le samedi soir à 21 heures.
Le Trio lyrique enregistre en 1954, en guise d'apogée, un microsillon (33 tr/min) de ses chansons les plus appréciées, auparavant interprétées partout dans les salles et sur les ondes.
En 1962, Radio-Canada et les journaux québécois fêtèrent les trente ans du Trio Lyrique.
Le trio devait met fin à ses activités vers 1965, mais il s'est temporairement reconstitué à l'automne 1971 (avec le ténor Guy Piché, en remplacement de Jules Jacob, décédé), pour l'enregistrement à la SRC d'une rétrospective de l'œuvre de Lionel Daunais.
Tant Lionel Daunais, l'un des premiers auteurs-compositeurs canadiens-français d'importance, que Le Trio Lyrique entier ont eu un impact important sur le développement d'une chanson « française nord-américaine » originale, qui se démarque aussi bien de la française que de l'américaine. Les voix du trio sont des voix de chanteurs d'opérette. La diction est très soignée. Les thèmes sont québécois ou canadiens-français, et plus ruraux qu'urbains, réflétant l'époque actuelle ou récente. Et cette chanson puise dans les racines folkloriques, même parfois religieuses, avec une aimable dérision qui permet la saine distanciation à laquelle Daunais a toujours tenu.

### Les Variétés lyriques (1936-1955)
En 1936, Lionel Daunais fonde avec Charles Goulet « Les Variétés lyriques ». Cette association dure jusqu'en 1955, sans subvention ni privée ni gouvernementale, mais sur simple abonnement de saison, jusqu'à ce que l'apparition des téléviseurs dans les domiciles incite les spectateurs à moins fréquenter les salles de spectacles pour parvenir à payer ces dispendieux nouveaux appareils n'offrant de spectacle que sur petit écran monochrome. Pendant cette période de quelque 20 ans, Lionel Daunais aura chanté aux Variétés lyriques dans 813 représentations, d'une dizaine d'opéras et plus de 60 opérettes, tout en étant, de plus, souvent responsable de la mise en scène et des répétitions des artistes lyriques et scéniques, tandis que Charles Goulet préparait et dirigeait tant les chœurs que les musiciens de l'orchestre…

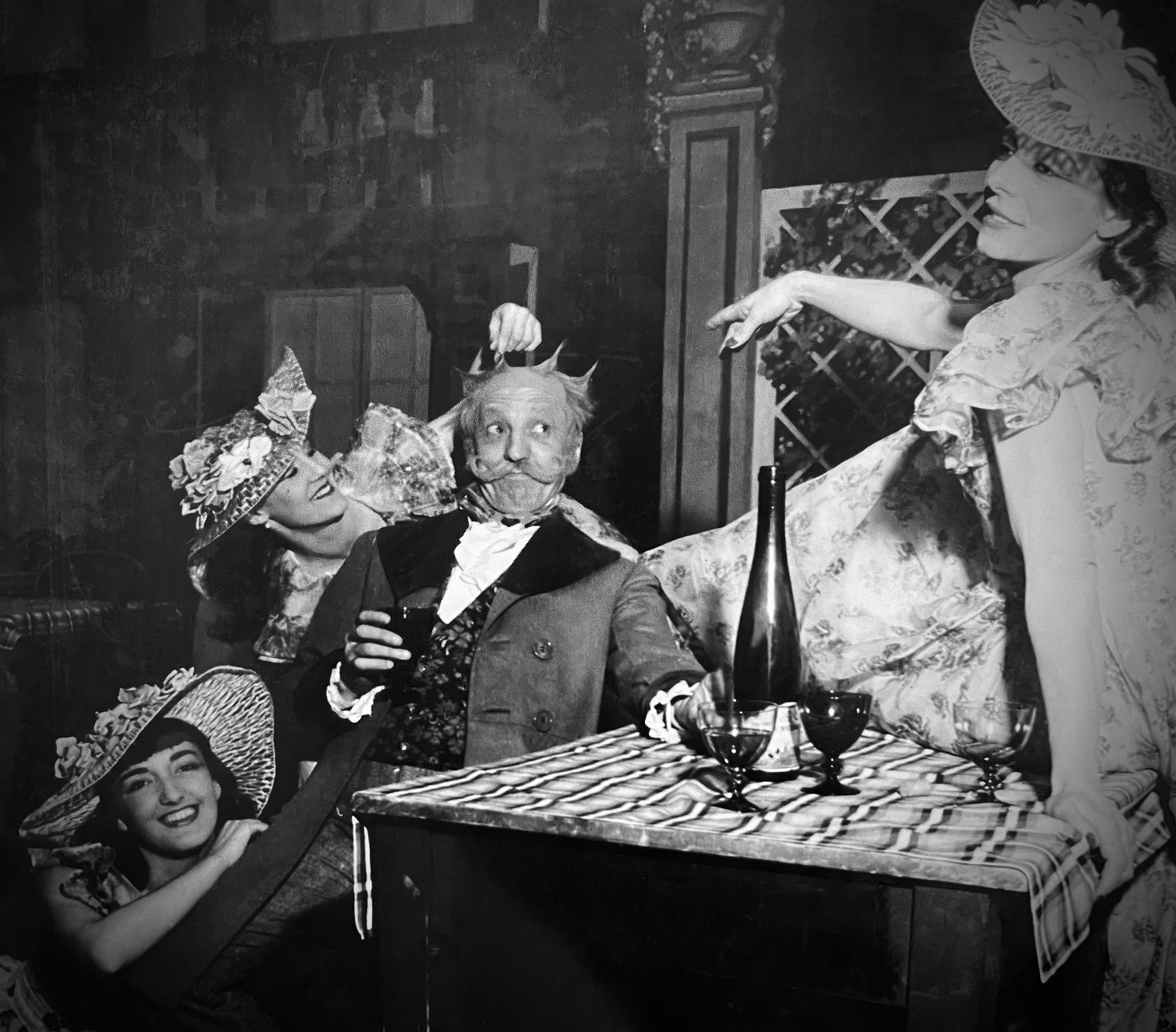
Valses de Vienne, la production inaugurale des Variétés Lyriques en 1936 (Archives nationales du Québec)

Combien d'interprètes (musiciens, chanteurs, comédiens) et d'artisans, techniciens, spécialistes de tous ordres… y furent-ils soutenus et rassasiés, durant ces quelque 20 ans où l'assistance venait se délecter et rire devant la scène ? La sensibilité de Daunais est présente partout, qui est douce espièglerie, aussi. Avec lui, place au jeu et à la musique, à la poétique fantaisie ; point de platitude ni de naïveté, sinon pour en rire !

### Le parolier, compositeur, harmonisateur
Auteur des paroles et de la musique d'une centaine de mélodies pour voix et piano et 18 pour chœur, dont sa merveilleuse mise en musique et harmonisation à quatre voix de poèmes tels que Le Pont Mirabeau (de Guillaume Apollinaire), Daunais fit également l'harmonisation d'une quarantaine de chants folkloriques et composa une trentaine de chansons pour enfants.

### Courts métrages
Lionel Daunais et les membres du Trio Lyrique (en) ont collaboré à quelques reprises avec l’Office national du film du Canada. Les œuvres audiovisuelles résultant de ces collaborations comprennent :
La poulette grise
- Court métrage d’animation, réalisé en 1947 par Norman McLaren, dans lequel les pastels de McLaren soutiennent délicatement la voix d’Anna Malenfant dans la jolie berceuse La poulette grise.

Sur le pont d’Avignon
- Court métrage, réalisé en 1951 par Jean-Paul Ladouceur et Wolf Koenig (en), sur une chanson de folklore bien connue, mimée par des marionnettes et interprétée par le Trio lyrique (en).

Chantons maintenant…
- Court métrage, réalisé en 1956 par Claude Jutra, entièrement consacré à la chanson canadienne d’expression française, et réunissant les talents de Lionel Daunais, Félix Leclerc, Dominique Michel, Anna Malenfant, Pierre Beaudet, et les danseurs de la troupe d’Elizabeth Leese.

Le merle
- Court métrage d’animation de papier découpé, réalisé en 1958 par Norman McLaren, mettant en vedette un merle qui perd tour à tour son bec, son cou, son œil, ses ailes, etc., et qui les retrouve en double et en triple, en suivant le rythme de cette chanson folklorique interprétée par le Trio lyrique (en).

En 2023, grâce au généreux soutien du Conseil des arts du Canada, deux mélodies de l'album LIONEL DAUNAIS: mélodies - songs ont donné lieu à deux courts métrages primés lors de festivals de films au Canada et à l’étranger.
Les mots d'amour
- Court métrage de danse, réalisé par Laetitia Demessence sur une chorégraphie de Diana León, mettant en vedette Louise Bédard, Isabel Cruz, Christopher Laplante, Raphaëlle Sealhunter et James Viveiros.

Doux temps
- Court métrage de musique, réalisé par Caio Amon, avec Camila Falcão, Felipe Machado, Heinz Limaverde et Valéria Barcellos.

## Archives
Le fonds d'archives de Lionel Daunais est conservé au centre d'archives de Montréal de Bibliothèque et Archives nationales du Québec.
Le Fonds Lionel-Daunais contient la plupart de ses œuvres et autres documents qui furent siens.

## Un admirable pionnier
Il a été un admirable pionnier, l'un des grands artisans, créateurs d'emplois et animateurs de la scène lyrique au Québec, sous toutes ses formes, et un grand auteur-compositeur-interprète et harmonisateur, un agréable fantaisiste et musicien, ainsi qu'un immense éveilleur.

## Prix et distinctions
- 1923 - Premier prix au Montreal Musical Festival, organisé par la Metropolitan Choral Society de Montréal
- 1925 - Lauréat de l'AMQ (Académie de musique du Québec)
- 1926 - Prix d'Europe, lui permettant de poursuivre ses études à Paris auprès d'Émile Marcellin, de l'Opéra-Comique
- 1948 - Grand prix au Concours Marly-Polydor à Montréal, pour sa « Chanson du maître cordonnier »
- 1957 - Deux prix (sur les 10 attribués, sous participation anonyme) comme auteur-compositeur au « Premier concours de la chanson canadienne » à la télévision de la SRC : pour ses chansons fantaisistes inédites « Le voyage de noce » et « Les perceurs de coffre-fort »
- 1965 - Médaille Bene merenti de patria (de la Société Saint-Jean-Baptiste de Montréal)
- 1972 - Médaille du Conseil canadien de la musique
- 1977 - Prix Calixa-Lavallée (de la Société Saint-Jean-Baptiste de Montréal)
- 1978 -  Officier de l'Ordre du Canada[12]

### À titre posthume
- 1982 - Prix Denise-Pelletier (exceptionnellement à titre posthume, décerné le 23 novembre 1982, 4 mois après décès)
- 1991 - Intronisé au Panthéon canadien de l'art lyrique
- 2006 - Admis au Panthéon des Auteurs et Compositeurs canadiens, Époque Radiophonique (1921-1960)
- Il conserve son statut de « compositeur agréé » du Centre de musique canadienne.

## Écoute d'enregistrements sonores
- Le chant du baryton Lionel Daunais, à l'âge de 25 à 48 ans (1926-1949), sur le site Bibliothèque et Archives nationales du Québec : 12 œuvres (numérisées à partir d'enregistrements sur 78 tr/min, 25 cm), soit 11 chants classiques et (primée en 1948) sa « Chanson du maître cordonnier »
- Le chant du Trio lyrique (Anna Malenfant (1905-1988) contralto,  Jules Jacob (1906-1969) ténor, Lionel Daunais (1901-1982) baryton et directeur musical)
  - dans Le merle (folklore), bande sonore du film d'animation Le Merle — Norman McLaren, 1958, 4 minutes 04 secondes, à l'ONF :
    - un extrait sur le site officiel de l'ONF
    - l'intégrale sur YouTube (4 min 38 s, car précédé du générique et d'un texte explicatif en anglais)
— Jugez de la richesse harmonique des timbres de voix, du synchronisme, de la diction, de l'homogénéité… !

  - dans L'alouette chanta le jour (folklore) :
    - un extrait (1 min 50 s) de la piste 5 du premier CD
(tiré du coffret « 100 Ans de chansons folkloriques au Québec », éditeur principal : Disques XXI-21 / XXI-21 Productions Inc., Montréal, 1999, etc.)
— Comparez avec les autres groupes (selon tout critère : beauté, homogénéité et synchronisme des voix, harmonisation, …) !

  - dans Le petit chien de laine (paroles, musique et harmonisation de Lionel Daunais : un très grand succès, et durable, pour publics de tous âges, une histoire fantaisiste sur une musique très cocasse) :
    - un extrait de la piste 1 du CD Le Trio lyrique, de la Collection  QIM, 2005
— Voyez le manuscript de la partition pour voix solo et piano, de la main même de l'auteur-compositeur et harmonisateur, Lionel Daunais

## Citations
- « Il y a souvent un esprit cocasse dans votre musique et lorsque quelqu'un vous en fera la remarque, n'en rougissez pas, c'est un don très rare ! » — Francis Poulenc à Lionel Daunais
- « Le matin j'ouvre le journal
   Pour voir si tout va toujours mal[13]
      […]
   Les patates[14] seront bonnes cette année
   Boum badiboum !
   Si l'hiver peut finir au mois d'mai[15].
   Boum badiboum !
   On les mange en purée
   Comme à l'accoutumée
      […]
   Ou en french potatoes[16] [chips ! ]
      […]
   Si ton bras sait porter l'épée[17],
   Les patates seront bonnes, c't'année ! » — Lionel Daunais, Les patates (extraits de cette chanson)

## Discographie (comme compositeur)
- 1954 : 12 Chansons (Radio-Canada International, RCI 107) - Lionel Daunais, baryton - John Newmark, piano
- 1971 : Transcription: Lionel Daunais (Radio-Canada International, RCI 294) - Bruno Laplante, baryton - Louis-Philippe Pelletier, piano
- 1974 : D’amour et de fantaisie (Sélect, CC-15.087) - Lionel Daunais, baryton - John Newmark, piano
- 1979 (1977?) : Chansons de mon pays (Société Nouvelle d’Enregistrement, SNE 502) - Ensemble Vocal Katimavik - André Beaumier, chef de chœur
- 1984 : Anna Malenfant chante Lionel Daunais (Société Nouvelle d’Enregistrement, SNE 511) - Anna Malenfant, contralto - Janine Lachance, piano
- 1984 : Lionel Daunais chante Lionel Daunais (Société Nouvelle d’Enregistrement, SNE 512) - Lionel Daunais, baryton - Janine Lachance et John Newmark, piano
- 1984 : Le Trio Lyrique chante Lionel Daunais (Société Nouvelle d’Enregistrement, SNE 513) - Trio Lyrique - Allan McIver, piano
- 1990 : Le Bestiaire (Société Nouvelle d’Enregistrement, SNE 565) - Christine Lemelin, mezzo-soprano - Réjean Coallier, piano
- 1997 : Lionel Daunais : L’hommage de ses interprètes[18] (Fonovox, VOX-7839-2, Coffret, 5 disques) - Lionel Daunais, baryton - Anna Malenfant, contralto - Trio Lyrique - Janine Lachance et John Newmark, piano
- 2004 : Airs Chantés – Fantaisie dans tous les tons (Ambroisie, AMB 9971) - Hélène Guilmette, soprano - Delphine Bardin, piano
- 2005 : Le petit chien de laine (La Montagne Secrète, Livre et CD) - Artistes variés
- 2009 : Lionel Daunais : Fantaisie dans tous les tons (Atma Classique, ACD2 1016) - Chantal Lavigne, soprano - Anne-Lise Longuemare, piano
- 2010 : Hommage à Lionel Daunais (CD Baby 5637680983) - Quatuor Kevoixsi
- 2011 : 75 ans 75 chansons – Radio-Canada 1936-2011 (Disques SRC, Coffret, 5 disques)
- 2022 : La tourtière (Centretracks, CMCCT-11822, Monoplage) - Jacqueline Woodley, soprano - Annina Haug, mezzo-soprano - Pierre Rancourt, baryton - Marc Bourdeau, piano & arrangement
- 2022 : Le voyage de noces (Centretracks, CMCCT-11922, Monoplage) - Pierre Rancourt, baryton - Marc Bourdeau, piano & arrangement
- 2022 : Chanson des amours perdues (Centretracks, CMCCT-12022, Monoplage) - Jacqueline Woodley, soprano - Marc Bourdeau, piano
- 2022 : LIONEL DAUNAIS mélodies . songs (Centredisques, CMCCD-30122, Album) - Jacqueline Woodley, soprano - Annina Haug, mezzo-soprano - Pierre Rancourt, baryton - Michel Bellavance, flûte - Marc Bourdeau, piano & arrangement
- 2022 : “AMOUR ET FANTAISIE: LES MÉLODIES DE LIONEL DAUNAIS” (ATMA Classique, ACD2 2839) Dominique Côté, baryon - Esther Gonthier, piano - Anne-Marie Sylvestre, réalisation